# Самодуров, Евгений Парфёнович
Евгений Парфёнович Самодуров (13 апреля 1925, 1-е Рождественское, Курская губерния — 21 февраля 1945, Польша) — советский военнослужащий, участник Великой Отечественной войны, полный кавалер ордена Славы, радист-стрелок танка Т-34 2-го танкового батальона 61-й гвардейской Свердловско-Львовской Краснознаменной орденов Суворова и Богдана Хмельницкого танковой бригады 10-го гвардейского Уральско-Львовского танкового корпуса 4-й танковой армии 1-го Украинского фронта, гвардии старший сержант — на момент представления к ордену Славы 1-й степени.

## Биография
Родился 13 апреля 1925 года в селе Первое Рождественское (ныне — Фатежского района Курской области). Член ВКП(б) с 1944 года. Окончил 8 классов, учился в школе ФЗУ в городе Свердловске. Работал мастером линейной связи станции Свердловск.
Весной 1943 года добровольцем вступил в формирующийся на Урале 30-й добровольческий танковый корпус. С августа 1943 года в составе 197-й Свердловской танковой бригады на фронте. Принимал участие в Орловской наступательной операции, освобождении Украины.
24 марта 1944 года в боях за город Каменец-Подольский экипаж танка, в котором воевал гвардии старший сержант Самодуров, уничтожил 2 противотанковых орудия, рассеял и истребил свыше взвода противников, захватил 3 орудия и несколько автомобилей с продовольствием и боеприпасами.
28 марта когда группа наших танков, действуя в тылу противника, проскочила деревню, замыкающая машина была подбита и осталась в расположении значительных сил врага. За исключением стрелка-радиста, все члены экипажа были тяжело ранены и действовать не могли. Противники окружили танк, предвкушая легкую победу. Самодуров, сдерживая врага огнём из пулемета и автомата, не дал ему приблизиться к танку, пока не подоспело наше подразделение. Приказом от 5 апреля 1944 года гвардии старший сержант Самодуров Евгений Парфёнович награждён орденом Славы 3-й степени
22 июля 1944 года в бою за населенный пункт Лацке-Вельке находясь в боевых порядках пехоты вместе с экипажем, лично истребил 7 противников и взял в плен 3 солдат и офицера. Приказом от 8 сентября 1944 года гвардии старший сержант Самодуров Евгений Парфёнович награждён орденом Славы 2-й степени
13 января 1945 года в бою за населенный пункт Лисув экипаж, в составе которого был Самодуров, вывел из строя танк «пантера», 2 бронетранспортера, 5 автомашин и истребил свыше 15 противников старший сержант в ходе боя обеспечивал бесперебойную радиосвязь с командиром. За это бой был представлен к награждению орденом Славы 1-й степени. 21 февраля 1945 года скончался в медсанбате от тяжелого ранения. Похоронен в местечке Жары Зеленогурского воеводства, Польша.
Указом Президиума Верховного Совета СССР от 10 апреля 1945 года за исключительное мужество, отвагу и бесстрашие, проявленные в боях с вражескими захватчиками гвардии старший сержант Самодуров Евгений Парфёнович награждён орденом Славы 1-й степени. Стал полным кавалером ордена Славы.
Награждён орденами Красной Звезды, Славы 3-х степеней.